# Tanjung Karang (Tanah Kampung)
Tanjung Karang is een bestuurslaag in het regentschap Sungai Penuh van de provincie Jambi, Indonesië. Tanjung Karang telt 313 inwoners (volkstelling 2010).